# Komisja Nadzoru Ubezpieczeń i Funduszy Emerytalnych
Komisja Nadzoru Ubezpieczeń i Funduszy Emerytalnych (KNUiFE) – centralny organ administracji rządowej działający od 1 kwietnia 2002 r. do 18 września 2006 r. Utworzony na mocy ustawy z dnia 1 marca 2002 r. o zmianach w organizacji i funkcjonowaniu centralnych organów administracji rządowej i jednostek im podporządkowanych oraz o zmianie niektórych ustaw (Dz.U. z 2002 r. nr 25, poz. 253, z późn. zm.) w miejsce Urzędu Nadzoru nad Funduszami Emerytalnymi i Państwowego Urzędu Nadzoru Ubezpieczeń. Ustawa z dnia 22 maja 2003 o nadzorze ubezpieczeniowym i emerytalnym oraz o Rzeczniku Ubezpieczonych przeniosła na KNUiFE także dotychczasowe kompetencje Ministra Finansów, jako organu licencyjnego dla zakładów ubezpieczeń. Na mocy ustawy z dnia 21 lipca 2006 o nadzorze nad rynkiem finansowym (Dz.U. z 2025 r. poz. 640) kompetencje KNUiFE przejęła Komisja Nadzoru Finansowego.

## Organizacja
Organizację i zasady działania Komisji regulowała ustawa z dnia 22 maja 2003 r. o nadzorze ubezpieczeniowym oraz Rzeczniku Ubezpieczonych (Dz.U. z 2003 r. nr 124, poz. 1153, z późn. zm.).

## Skład Komisji

### Przewodniczący i zastępcy Przewodniczącego
W skład Komisji wchodzili Przewodniczący, dwóch zastępców Przewodniczącego oraz dwóch członków.
Przewodniczącego powoływał Prezes Rady Ministrów na wspólny wniosek ministra właściwego do spraw instytucji finansowych i ministra właściwego do spraw zabezpieczenia społecznego – na pięcioletnią kadencję. Dwóch zastępców Przewodniczącego wyznaczali odpowiednio minister właściwy do spraw instytucji finansowych i minister właściwy do spraw zabezpieczenia społecznego.

### Członkowie Komisji
Członkami Komisji byli:
- Przewodniczący Komisji Papierów Wartościowych i Giełd, albo jego zastępca
- Prezes Urzędu Ochrony Konkurencji i Konsumentów, albo wyznaczony przez niego przedstawiciel.

### Ostatni skład Komisji
- Prof. dr hab. Jan Monkiewicz – Przewodniczący KNUiFE
- Iwona Duda – Zastępca Przewodniczącego, Przedstawiciel Ministra Finansów
- Michał Stępniewski – Zastępca Przewodniczącego, Przedstawiciel Ministra Pracy i Polityki Społecznej

Pozostali członkowie:
- Jarosław H. Kozłowski – Przewodniczący Komisji Papierów Wartościowych i Giełd
- Cezary Banasiński – Prezes Urzędu Ochrony Konkurencji i Konsumentów